# Gavroche (musique)
Pour les articles homonymes, voir Gavroche (homonymie).
Gavroche est un chanteur français né  à Givet (Ardennes).

## Biographie
Gavroche est diplômé à la fois en lettres modernes et en philosophie.
Jouant lui-même de la guitare en plus du chant, il est entouré d'un groupe de musiciens comprenant un violon, une guitare aux rythmes espagnols et manouches, un accordéon et des percussions.
Originaire de la pointe des Ardennes, il connait son premier succès au festival des Francofolies en 2001, puis, après deux maxis autoproduits, sort son premier album qui bénéficie d'une assez large diffusion en radios grâce à son distributeur Sony Music.
Ses textes  sont un mélange d'amour et de révolte (contre les discriminations et le sort réservé aux sans-papiers notamment).
En dehors de ses albums personnels, il a participé à la composition de la musique de deux morceaux dans l'album de Ridan L'Ange de mon démon, sorti en 2007. Il est également l'auteur d'un roman intitulé Mal à l'âme publié en 2007, d'un recueil de nouvelles, poésie, chansons intitulé « Des tas de choses», publié en 2011. Il a aussi témoigné en 2007 dans le film documentaire L'Explosion réalisé par Jérôme Champion,.
Gavroche enregistre en janvier 2009 un album aux rythmes reggae intitulé Des petits bouts de bonheur avec la participation sur deux titres de Nono et Ali, musiciens du groupe Sinsemilia.
En septembre 2014, Gavroche sort un album intitulé Pendant ce temps-là. En 2016, il fait la première partie du concert de Manu Chao à la foire de Chalons en Champagne.
En 2020, il sort un album intitulé #Programme C600C où il s'initie à la musique électronique.

## Albums
- 2000 : La vie sent pas la rose (maxi)
- Alger
- Frangin
- La vie sent pas la rose
- Tu peux te casser
- Chez le voisin

- 2004 : Dans la rue (Sony Music / Sterne Label)

1. C'est fini
2. Code-barres
3. Consommer
4. Kouleur de la terre
5. La vie sent pas la rose
6. Alger
7. Dans la rue
8. Reviens
9. Putain de came
10. Pas bosser
11. Écoute dans le vent
12. Sans papier

- 2006 : Bouts de bonheur (maxi)

1. Amnésie internationale
2. Heureuscope
3. Par la fenêtre
4. Que de l'eau

- 2009 : Des petits bouts de bonheur

1. Amnésie internationale
2. Code-barres
3. Les Corons
4. Le monde est fou
5. Dans les journaux
6. Faut que tu m'aimes
7. Hypocrites parasites
8. Par la fenêtre
9. Chez le voisin
10. Accro
11. Que de l'eau
12. Le combat continue
13. Des petits bouts de bonheur

- 2014 : Pendant ce temps-là

1. Les Zenfants De La Rue
2. Les Copains
3. La Crise
4. Mémoire Des Iris
5. Le Marcheur
6. Chanson Sans Fin
7. Tuer Ma Femme
8. Un Autre Je
9. Dans 10000 Ans Et Un Jour
10. Pendant Ce Temps-là
11. Un Dernier Pour La Route
12. Les Déracinés
13. Le Fond De Mon âme

- 2020 : #Programme C600C

1. Je boirai plus
2. Violences conjugales
3. Tourne tourne
4. Un je ne sais quoi
5. Dans mon sac
6. Amours amères
7. Enfant de salaud
8. Tu m'as pris pour
9. Sans la nommer
10. Nuit et jour

## Récompenses
- 1998 : Prix régional Sacem
- 2001 : Prix Club des entreprises des Francofolies
- Prix Bernard-Richard de la ville de Clermont-Ferrand